# Amerikaanse kampioenschappen schaatsen allround
De Amerikaanse kampioenschappen schaatsen allround is een -in principe- jaarlijks verreden schaatstoernooi. Amerikanen willen er (bijvoorbeeld in een Olympisch jaar) nog weleens van afwijken om een nationaal kampioenschap te organiseren en beperken zich dan tot zogenaamde trials of de afstandskampioenschappen.

## Mannen
De kampioenschappen worden verreden over een grote vierkamp (500, 1500, 5000 en 10.000 meter).
| Seizoen | Plaats         | Datum         | Goud             | Zilver           | Brons            |
| ------- | -------------- | ------------- | ---------------- | ---------------- | ---------------- |
| 1965/66 | Flint          | 04/06-02      | William Lanigan  | Thomas Gray      | William Cox      |
| 1968/69 | West-Allis     | 25/26-01      | William Lanigan  | Neil Blatchford  | Dan Caroll       |
| 1999/00 | Milwaukee      | 18/20-12      | Derek Parra      | KC Boutiette     | Jondon Travena   |
| 2000/01 | Butte          | 29/31-12      | Jondon Travena   | Jason Hedstrand  | Lucas Mills      |
|         |                |               |                  |                  |                  |
| 2002/03 | Salt Lake City | 27/30-12-2002 | Shani Davis      | Nate Dipalma     | Clay Mull        |
| 2003/04 | Milwaukee      | 20/23-12      | Shani Davis      | Chad Hedrick     | Clay Mull        |
| 2004/05 | Milwaukee      | 18/19-12      | Shani Davis      | Chad Hedrick     | KC Boutiette     |
| 2005/06 | Salt Lake City | 27/31-12      | Chad Hedrick     | KC Boutiette     | Charles Leveille |
| 2006/07 | Milwaukee      | 19/20-12      | Shani Davis      | Chad Hedrick     | Charles Leveille |
| 2007/08 | Salt Lake City | 27/28-12      | Shani Davis      | Chad Hedrick     | Justin Stelly    |
| 2008/09 | Milwaukee      | 27/28-12      | Chad Hedrick     | Trevor Marsicano | Brian Hansen     |
| 2009/10 | Salt Lake City | 26/30-12      | Trevor Marsicano | Paul Dyrud       | Justin Stelly    |
| 2010/11 | Salt Lake City | 30/31-12      | Shani Davis      | Trevor Marsicano | Jonathan Kuck    |
|         |                |               |                  |                  |                  |
| 2012/13 | Salt Lake City | 27/31-12      | Jonathan Kuck    | Emery Lehman     | Patrick Meek     |

## Vrouwen
De kampioenschappen worden in principe verreden over de grote vierkamp voor vrouwen (500, 1500, 3000 en 5000 meter). In het verleden is ook de kleine vierkamp voor vrouwen gebruikt (500, 1000, 1500 en 3000 meter).
| Seizoen | Plaats         | Datum    | Goud                   | Zilver                 | Brons                   |
| ------- | -------------- | -------- | ---------------------- | ---------------------- | ----------------------- |
| 1999/00 | Milwaukee      | 18/20-12 | Jennifer Rodriguez     | Ann Driscoll           | Catherine Raney         |
| 2000/01 | Butte          | 29/31-12 | Ann Driscoll           | Catherine Raney        | Sarah Elliott           |
|         |                |          |                        |                        |                         |
| 2002/03 | Salt Lake City | 27/30-12 | Eva Rodansky           | Kristine Holzer        | Maria Lamb              |
| 2003/04 | Milwaukee      | 20/23-12 | Catherine Raney        | Julie Glass            | Sarah Elliott           |
| 2004/05 | Milwaukee      | 18/19-12 | Maria Lamb             | Kristine Holzer        | Margaret Crowley        |
| 2005/06 | Salt Lake City | 27/31-12 | Catherine Raney        | Maria Lamb             | Kristine Holzer         |
| 2006/07 | Milwaukee      | 19/20-12 | Catherine Raney        | Anna Ringsred          | Maria Lamb              |
| 2007/08 | Salt Lake City | 27/28-12 | Catherine Raney        | Maria Lamb             | Anna Ringsred           |
| 2008/09 | Milwaukee      | 27/28-12 | Nancy Swider-Peltz jr. | Maria Lamb             | Anna Ringsred           |
| 2009/10 | Salt Lake City | 26/30-12 | Maria Lamb             | Nancy Swider-Peltz jr. | Anna Ringsred           |
| 2010/11 | Salt Lake City | 30/31-12 | Petra Acker            | Carla Langenthal       | Jilleanne Rookard (NC3) |
|         |                |          |                        |                        |                         |
| 2012/13 | Salt Lake City | 27/31-12 | Maria Lamb             | Jilleanne Rookard      | Petra Acker             |

 Argentinië · 
 België · 
 Bohemen · 
 Canada · 
 China · 
 DDR · 
 Duitsland (mannen) - (vrouwen) · 
 Estland · 
 Finland · 
 Frankrijk · 
 Hongarije · 
 IJsland · 
 Italië · 
 Japan · 
 Kazachstan · 
 Mongolië · 
 Nederland (mannen) - (vrouwen) · 
 Nieuw-Zeeland ·
 Noorwegen (mannen) - (vrouwen) · 
 Oekraïne · 
 Oostenrijk · 
 Polen · 
 Roemenië · 
 Rusland · 
 Tsjechië · 
 Verenigde Staten · 
 Wit-Rusland · 
 Zuid-Korea · 
 Zweden · 
 Zwitserland
 Amerikaanse kampioenschappen schaatsen

Afstanden · 
Allround · 
Sprint